# Aeropuerto de Puerto Santa Cruz

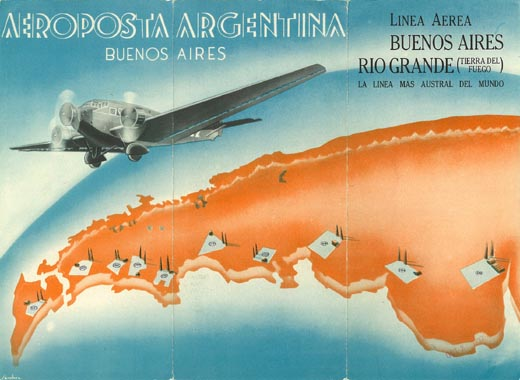
Cartel de la Aeroposta con la línea Buenos Aires - Río Grande

El Aeropuerto de Puerto Santa Cruz (IATA: RZA - OACI: SAWU - FAA: SCZ) es un aeropuerto argentino que da servicio a la ciudad de Puerto Santa Cruz, Santa Cruz, Argentina.
Aquí funciona un aeroclub y recibe vuelos de la aerolínea LADE con destinos a Comodoro Rivadavia, Río Gallegos y Ushuaia. También hasta la década de 1990 recibía vuelos de Aerolíneas Argentinas, como así también en la primera mitad del siglo XX los vuelos de la Aeroposta Argentina S.A. desde y hacia Puerto San Julián y Río Gallegos.
Su pista se encuentra asfaltada y en sus inicios era una simple zona de tierra despejada donde aterrizaban los aviones de la Aeroposta. Hacia 1930, con los inicios de esta empresa, las autoridades locales de Comandante Luis Piedrabuena construyeron una pista para poder recibir vuelos. Pero, debido a las cercanías (unos 30 km) con el Aeropuerto de Puerto Santa Cruz y los costos extras que produciría en cambio de ruta, la empresa decidió volar en el último aeropuerto. Pobladores y autoridades locales de Piedrabuena pidieron al gobierno provincial ser escala de la ruta área. Finalmente, un vuelo de la Aeroposta desvió su ruta y aterrizó en aquella localidad.

## Aerolíneas y destinos

### Aerolíneas y destinos cesados
- Líneas Aéreas del Estado (Comodoro Rivadavia, Puerto San Julián, Río Gallegos, Ushuaia)